# グンデルスハイム (オーバーフランケン)
グンデルスハイム (ドイツ語: Gundelsheim) は、ドイツ連邦共和国バイエルン州オーバーフランケン行政管区のバンベルク郡に属する町村（以下、本項では便宜上「町」と記述する）。

## 地理
グンデルスハイムは、オーバーフランケン西部に位置する。この町はバンベルクの約7km北、アウトバーンA70とA73が合流する「クロイツ・バンベルク」と呼ばれるジャンクションに面している。

## 歴史
グンデルスハイムは、バンベルク司教本部領に属した。1803年の帝国代表者会議主要決議でバイエルン領となった。バイエルン王国の行政改革の時代、1818年に現在の自治体が成立した。1962年に「聖母マリアの7つの痛み」教会が創設された。

### 人口推移
この地域の人口は、1970年：1,335人、1987年：2,755人、2000年：3,339人であった。

## 行政
首長は、ヨナス・メルツバッハー (SPD)である。彼は2008年5月1日にこの職に就いた。

## 引用
1. ↑  https://www.statistikdaten.bayern.de/genesis/online?operation=result&code=12411-003r&leerzeilen=false&language=de Genesis-Online-Datenbank des Bayerischen Landesamtes für Statistik Tabelle 12411-003r Fortschreibung des Bevölkerungsstandes: Gemeinden, Stichtag (Einwohnerzahlen auf Grundlage des Zensus 2011)